# Spean Praptos

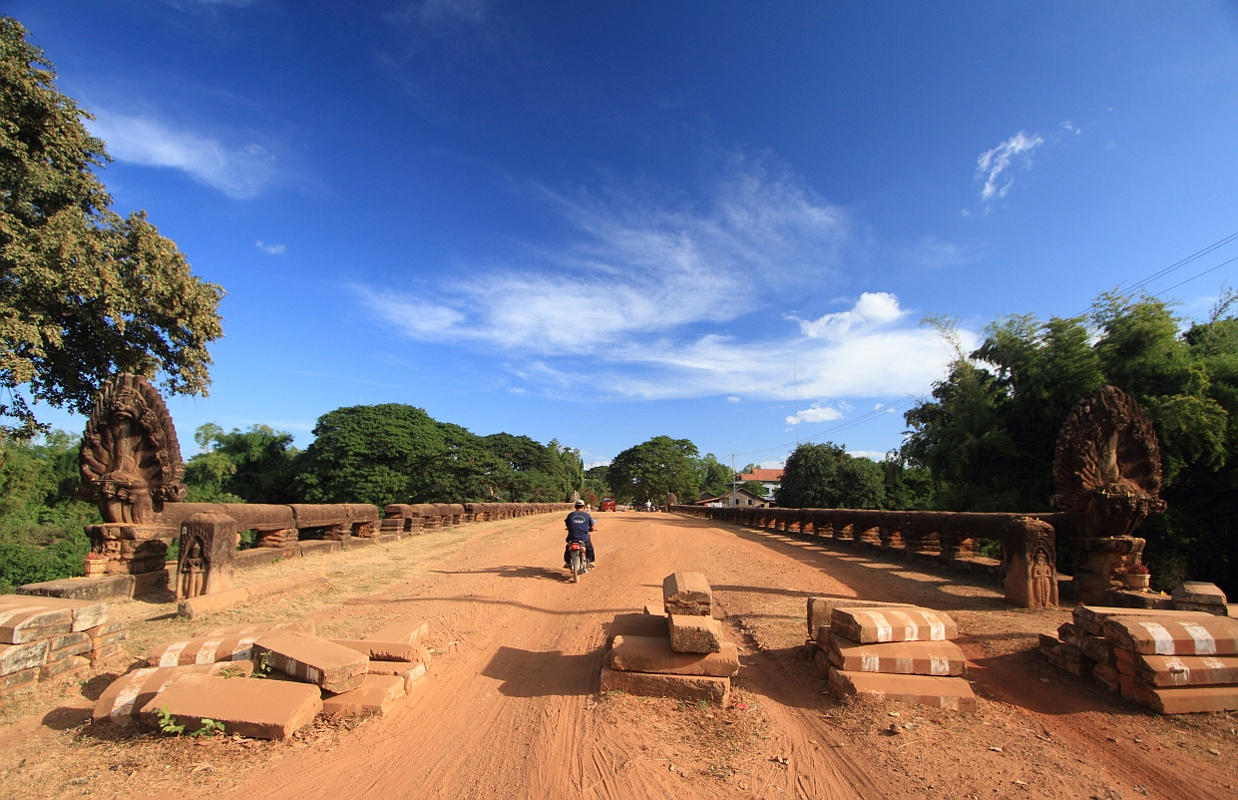
Vista frontale di Spean Praptos.

Spean Praptos è un ponte angkoriano che si trova sull'antica strada reale che univa Angkor a Beng Mealea, nelle immediate vicinanze della cittadina di Kampong Kdei, in Cambogia.
Restaurato dai francesi nel 1964-7, il ponte presenta la classica struttura in arenaria a "falso arco" khmer. Lungo 87 metri, largo 17 ed alto circa 14, presenta 21 campate e attraversa il fiume Chikreng. Le rive del fiume nei pressi del ponte sono rivestite di blocchi di arenaria, per una lunghezza di circa 130 metri. Alle estremità presenta dei nāga guardiani a nove teste.
È il meglio conservato tra quelli costruiti dal grande sovrano Jayavarman VII tra la fine del XII secolo e l'inizio del XIII, nello sforzo di unire i principali centri dell'Impero Khmer. Si trova infatti sulla strada che univa Angkor a Phnom Chisor ed altri centri del sud-est. Fino a tempi recenti era percorso dalla Strada Nazionale 6, poi è stato creato un by-pass.